# Motički Gaj
Motički Gaj este un sat din comuna Žabljak, Muntenegru. Conform datelor de la recensământul din 2003, localitatea are 158 de locuitori (la recensământul din 1991 erau 154 de locuitori).

## Demografie
În satul Motički Gaj locuiesc 110 persoane adulte, iar vârsta medie a populației este de 34,2 de ani (35,0 la bărbați și 33,5 la femei). În localitate sunt 38 de gospodării, iar numărul mediu de membri în gospodărie este de 4,16.
Populația localității este foarte eterogenă.
|  |

| Demografie | Demografie | Demografie |
| An         | Locuitori  | Locuitori  |
| ---------- | ---------- | ---------- |
|            |            |            |
|            |            |            |
|            |            |            |
|            |            |            |
| 1948       | 207        |            |
| 1953       | 205        |            |
| 1961       | 270        |            |
| 1971       | 189        |            |
| 1981       | 179        |            |
| 1991       | 154        | 154        |
| 2003       | 158        | 158        |

| \| Componența etnică conform recensământului din 2003[2] \| Componența etnică conform recensământului din 2003[2] \| Componența etnică conform recensământului din 2003[2] \| Componența etnică conform recensământului din 2003[2] \| Componența etnică conform recensământului din 2003[2] \| \| ----------------------------------------------------- \| ----------------------------------------------------- \| ----------------------------------------------------- \| ----------------------------------------------------- \| ----------------------------------------------------- \| \| \| \| \| \| \| \| Sârbi \| Sârbi \| \| 93 \| 58,86% \| \| Muntenegreni \| Muntenegreni \| \| 61 \| 38,6% \| \| necunoscută \| necunoscută \| \| 0 \| 0% \| |              |  |    |        |
| Componența etnică conform recensământului din 2003 |              |  |    |        |
| |              |  |    |        |
| Sârbi | Sârbi        |  | 93 | 58,86% |
| Muntenegreni | Muntenegreni |  | 61 | 38,6%  |
| necunoscută | necunoscută  |  | 0  | 0%     |